# Wilkówka (potok)
Wilkówka – potok, prawy dopływ Białej o długości 3,79 km i powierzchni zlewni 4,48 km².
Potok ma kilka źródłowych cieków na południowo-zachodnich stokach Rogacza (828 m) i Magurki Wilkowickiej (909 m) w Beskidzie Małym. Najwyżej położone źródło znajduje się na wysokości około 690 m. Górna część cieków źródłowych spływa przez porośnięte lasem obszary Beskidu Małego, dolna przez bezleśne, zajęte przez pola i zabudowania obszary miejscowości Wilkowice. Uchodzi do Białej na wysokości około 390 m.
Wszystkie źródłowe cieki Wilkówki łączą się z sobą na zabudowanym obszarze miejscowości Wilkowice. Tutaj też uchodzi do niej jej główny dopływ – potok Zimnik.